# Colin Wilson (Radsportler)
Colin Wilson ist ein Straßenradrennfahrer aus Trinidad und Tobago.
Colin Wilson wurde 2007 nationaler Meister im Straßenrennen. Im nächsten Jahr wurde er beim Independence Day Classic auf dem dritten Teilstück in Port of Spain Zweiter. In der Gesamtwertung belegte er ebenfalls den zweiten Platz. Bei der nationalen Meisterschaft von Trinidad und Tobago konnte er das Einzelzeitfahren und das Straßenrennen für sich entscheiden.

## Erfolge
2007
- Nationaler Meister – Straßenrennen

2008
- Nationaler Meister – Einzelzeitfahren
- Nationaler Meister – Straßenrennen

2009
- Nationaler Meister – Einzelzeitfahren